# GO! GO! ミノン
GO! GO! ミノン（ヨーロッパではMinon: Everyday Hero、北米ではDomino Rallyとして知られる）は、レッド・エンタテインメントが、任天堂のゲーム機Wii用に開発したビデオゲーム。そのゲームコンセプトは1998年のゲーム『ドミノ君をとめないで。』に似ている。
このゲームは、最初、2006年のElectronic Entertainment Expoに際して、en:Mastiff社から『Mr. D Goes to Town』のタイトルの下、目録に載った。後に、2006年9月の東京でのWiiのプレスイベントで、開発元がレッド・エンタテインメント、発売元がサクセスと発表された。『街クル ドミノ』というタイトルで、このゲーム機のローンチタイトルとして発売することを計画していた。